# José Balza
José Balza (Tucupita, Delta Amacuro; 17 de diciembre de 1939) es un escritor, ensayista, crítico y docente venezolano.

## Biografía
Publicó su primer libro en 1965, a los 26 años de edad. Fue profesor de la Universidad Central de Venezuela y de la Universidad Católica Andrés Bello. Recibió el Premio Nacional de Literatura en 1991. 
Ha publicado libros sobre teoría literaria, sobre artes plásticas, cine, música y televisión. Sus relatos han sido traducidos al italiano, francés, inglés, alemán y hebreo. Ha dictado cursos, seminarios y conferencias en universidades, entre los cuales destacan: la Universidad Autónoma de México, la Universidad de Buenos Aires, la Universidad de Salamanca, la Universidad de Viena, la Sorbonne de París, la Universidad de New York.
Colaborador asiduo de revistas de América Latina, Estados Unidos y Europa. En 1984 conduce el programa de televisión Texto y Figura, transmitido por los canales 5 y 8 de Venezuela y por el Canal A, CUNY de New York.
Sus novelas comprenden: Marzo anterior (1965), Largo (1968), Setecientas palmeras plantadas en el mismo lugar (1974), D (1977), Percusión (1982), Media noche en vídeo: 1/5 (1988), Después Caracas (1995) y la novela breve Un Hombre de Aceite (2008).
Entre sus libros de cuentos destacan: Órdenes (1970), Un rostro absolutamente (1982), La mujer de espaldas (1968), La mujer porosa (1996), y El doble arte de morir (2008); y entre los libros de ensayo: Este mar narrativo(1960-87), Iniciales(1989), Espejo espeso(1997), Observaciones y aforismos(2005), Ensayos crudos (2006). Gran parte de su obra ha sido publicada por Monte Ávila Editores. Obra narrativa cuya fuente de inspiración gravita, en gran parte, en el entorno mágico del delta del río Orinoco, lugar de nacimiento del escritor.

## Obra[2]

### Novela
- 1965 - Marzo Anterior. Tucupita: Club de Leones, 1965.
- 1968 - Largo. Caracas: Monte Ávila, 1968.
- 1974 - Setecientas palmeras plantadas en el mismo lugar. Caracas: Síntesis Dos Mil, 1974.
- 1977 - D. Caracas: Monte Ávila, 1977
- 1982 - Percusión. Barcelona: Editorial Seix Barral, 1982. Nuevas ediciones en Bogotá: Tercer Mundo Editores (1991), Caracas: Biblioteca Ayacucho (2000), Sevilla: Paréntesis (2010) y Madrid: Ediciones Cátedra (2022).[3]
- 1988 - Medianoche en video: 1/5. México: Fondo de Cultura Económica, 1988.
- 1995 - Después Caracas. Caracas: Monte Ávila, 1995. [Segunda edición corregida por el autor para Alfaguara Caracas, (2009)].
- 2008 - Un hombre de aceite. Caracas: Bid&Co. Editor, 2007.

### Relato
- 1967 - Ejercicios narrativos (Primera serie)
- 1970 - Órdenes: ejercicios narrativos 1962-1969
- 1976 - Ejercicios narrativos
- 1982 - Un rostro absolutamente: ejercicios narrativos (1970-1980)
- 1986 - La mujer de espaldas (Ejercicios holográficos)
- 1989 - El vencedor: ejercicios narrativos
- 1996 - La mujer Porosa (Ejercicios Narrativos 1986-1996)
- 1997 - La mujer de la roca
- 1999 - Narrativa Breve
- 2000 - Un Orinoco fantasma (Editado en Salamanca, España)
- 2001 - La mujer de la roca (y otros ejercicios narrativos). (Editado en Tenerife, España)
- 2008 - El Doble Arte de Morir
- 2010 - Los peces de fuego (Ejercicios narrativos)

### Ensayo
- 1969 - Narrativa: instrumental y observaciones
- 1969 - Proust
- 1973 - Lectura transitoria
- 1976 - Los cuerpos del sueño
- 1977 - Alejandro Otero
- 1981 - Jesús Soto, el niño
- 1982 - Antonio Estévez. Ensayo
- 1983 - Análogo, simultáneo
- 1983 - Transfigurable
- 1985 - Un color demasiado secreto
- 1987 - Este mar narrativo. Ensayos sobre el cuerpo novelesco
- 1987 - El fiero (y dulce) instinto terrestre
- 1989 - Iniciales: anuncios de la teoría literaria en América Latina
- 1993 - Anuncios de la teoría literaria en América Latina, 1600-1700
- 1994 - Ensayos invisibles
- 1995 - Literatura venezolana de hoy. (coautor)
- 1995 - Narrativa Venezolana attuale. (coautor)
- 1997 - Espejo espeso
- 1997 - Iniciales: : (siglos XVII y XVIII)
- 2002 - Bolero: Canto de cuna y cama
- 2005 - Observaciones y aforismos
- 2006 - Ensayos crudos
- 2008 - Pensar a Venezuela
- 2013 - Los siglos imaginantes
- 2015 - Ensayo y sonido
- 2017 - Play B
- 2023 - Ensayos para interrumpir

### Selecciones, recopilaciones, antologías
- 1983 - Cuentos. Antología. (Editado en La Habana, Cuba)
- 1989 - El vencedor (Antología)
- 1992 - Ejercicios narrativos. Antología (Editado en México)
- 1992 - Tres ejercicios narrativos: Marzo anterior, Largo, setecientas palmeras plantadas en el mismo lugar
- 2001 - Obras selectas. Ensayos. Fulgor de Venezuela
- 2004 - Obras selectas. Cuentos. Un Orinoco fantasma (ejercicios narrativos)
- 2004 - Caligrafías. Ejercicios narrativos 1960-2005 (Editado en Madrid, España)
- 2013 - Veinte ensayos narrativos y una canción (Artepoética Press, Nueva York, Estados Unidos)
- 2016 - Trampas (ejercicios políticos y otros relatos): antología
- 2020 - Ciudad en ciudades (Ejercicios narrativos). (Editado en Colombia)
- 2020 - Afinaciones (ejercicios y ensayos). (Ediciones La Palma, Madrid, España)

### Como compilador
- 1984 - El Cuento Venezolano (Antología)

### Ensayos sobre José Balza
- 1989 - Milagros Mata Gil: Balza: el cuerpo fluvial.
- 1990 - Josefina Berrizbeitia: Balza narrador.
- 1992 - VV. AA. Homenaje a José Balza en la revista Imagen, 100-88.
- 1996 - VV. AA. José Balza. Marzo anterior en sus 30 años, Universidad Central de Venezuela, Facultad de Humanidades y Educación.
- 1997 - Memoria y palabra del Delta. Homenaje internacional al escritor José Balza. (Universidad de Salamanca).
- 1997 - Armando Navarro (comp.): La escritura como ejercicio de inteligencia.
- 1999 - Maurice Belrose: Claves para descifrar la novelística de José Balza.
- 2000 - Carmen Ruiz Barrionuevo: Fluencia y lucidez de un "ejercicio narrativo": Un Orinoco fantasma.
- 2008 - Nancy Piñango Sequera: José Balza y la vanguardia artística.
- 2014 - Luis Barrera Linares: Un delta llamado Balza.
- 2016 - Juan Carlos Chirinos. Los universos del río en Cuadernos Hispanoamericanos, 795.
- 2016 - Juan Carlos Méndez Guédez. Posible imagen de José Balza en Cuadernos Hispanoamericanos, 795.

## Distinciones
- VIII Premio Internacional de Ensayo Pedro Henríquez Ureña, 2021.
- Premio de Literatura FILCAR 2018.[4]
- Ingreso como individuo de número a la Academia Venezolana de la Lengua, sillón M. 2014.
- Doctorado honoris causa por la Universidad Católica Cecilio Acosta de Maracaibo, 2014.
- Homenaje en la sexta edición del Festival de la Lectura de Chacao, Caracas, 2014.
- Homenaje en la Feria Internacional del Libro de Guadalajara, 2010.
- Premio Nacional de Literatura 1991.
- Premio de cuento, Ateneo de Boconó, 1967.